# Высокое (Лохвицкий район)
Высо́кое (укр. Високе) — село,
Виришальненский сельский совет,
Лохвицкий район,
Полтавская область,
Украина.
Код КОАТУУ — 5322681903. Население по переписи 2001 года составляло 174 человека.

## Географическое положение
Село Высокое находится в 3-х км от левого берега реки Сула, в 1-м км от села Часниковка и в 1,5 км от села Выришальное.

## История
- ? — основано как село Кременка[2].
- 1962 — переименовано в село Высокое.